# Unmolhäst
Unmolhästen är en ovanlig hästras från Pakistan som är på väg att dö ut, eller som redan har dött ut. Trots att beridna kavalleriet i landet har arbetat hårt för att bevara rasen tror man att alla renrasiga unmolhästar har dött ut och de få exemplar som finns kvar har blivit utavlade med hjälp av arabiska fullblod. Unmol betyder "ovärderlig" och hänsyftar troligtvis till den betydelse hästen en gång hade för Pakistans invånare.

## Historia
Unmolhästen utvecklades i Pakistan och enligt legenden var rasens förfäder hästar som fördes från Europa till Asien av Alexander den store när han invaderade Indien runt år 332 f.Kr. Det finns dock inga bevis för detta. Troligen har Unmolhästen utvecklats med hjälp av ökenhästar bland annat persiska araber och turkmenska hästar.
Det finns fyra olika grenar av rasen som kallas Hazziz, Harna, Morna och Sheehan. Alla dessa kallas dock för Unmol, som betyder "ovärderlig" och man tror att Unmolhästen haft stor betydelse bland hästägarna och uppfödarna. Även det beridna kavalleriet i Pakistan har satt in åtgärder för att rädda rasen för några år sedan, dock utan lyckat resultat då man inte hittade några bevisat renrasiga Unmolhästar.
Idag är hästarna näst intill eller helt utrotade. Det finns uppfödare i Punjab som menar att de fortfarande har Unmolhästar, men genetiska tester har visat att nästan alla dessa hästar någon gång har korsats med importerade arabiska fullblod, troligtvis för att förbättra hästarna. Idag finns väldigt få eller inga renrasiga Unmolhästar kvar. Nu arbetar uppfödarna med att samla ihop hästar för att få fram avelshästar som genetiskt sett har väldigt liten influens av andra hästar, för att på så vis återuppbygga en stam med Unmolhästar.

## Egenskaper
Unmolhästen har beskrivits som en väldigt stark och sund häst med eleganta, ädla drag som påvisar det arabiska inflytandet. Man och svans är oftast långa och kroppen är kompakt. Rasen kan vara de flesta färger men är oftast gråskimmel eller brun. Hästen användes främst som lätt ridhäst och även som packdjur och bör ha varit väldigt viktiga för Pakistans invånare under många århundraden.